# Rosemullion Head
Rosemullion Head är en udde i Storbritannien.   Den ligger i riksdelen England, i den södra delen av landet, 400 km väster om huvudstaden London.
Terrängen inåt land är platt. Havet är nära Rosemullion Head österut.  Närmaste större samhälle är Falmouth, 6,0 km norr om Rosemullion Head. 